# Claver Salizzato
Claver Salizzato (17 agosto 1952) è un regista e sceneggiatore italiano.

## Biografia
Laureato in Lettere moderne, è stato docente di Regia e Sceneggiatura presso la A.C.T. (Accademia di Cinema e Televisione) e la N.U.C.T. (Nuova università di Cinema e Televisione) di Cinecittà.
Regista e sceneggiatore, è noto per I giorni dell'amore e dell'odio, I fiori del male e Tra due mondi.

## Filmografia parziale

### Regista
- I giorni dell'amore e dell'odio (2001)
- La principessa degli sparvieri (2005)
- Eleonora d'Arborea (2006)
- Pas de deux (2010)
- I fiori del male (2015)

### Sceneggiatore
- Io e il re, regia di Lucio Gaudino (1995)
- Tra due mondi, regia di Fabio Conversi (2001)
- I giorni dell'amore e dell'odio, regia di Claver Salizzato (2001)
- Eleonora d'Arborea, regia di Claver Salizzato (2006)
- Pas de deux, regia di Claver Salizzato (2010)
- I fiori del male, regia di Claver Salizzato (2015)